# Black Oak Arkansas
Black Oak Arkansas é um banda americana de southern rock, o nome da banda veio da cidade onde foi formada, Black Oak, localizada no Arkansas. 
É considerada uma bandas de rock mais excêntricas dos anos 70, com suas músicas sexy e com apresentações ao vivo cheias de sensualidade do seu Frontman James "Dandy" Mangrum, que influenciaram grandes nomes do rock, como David Lee Roth e Axl Rose.

## História

### The Knowbody Else
O embrião do que viria a ser o Black Oak Arkansas foi a banda The Knowbody Else. Em 1965, seis jovens de Black Oak, pequena cidade do Condado de Craighead, no Arkansas resolveram montar uma banda. A formação era Ronnie Smith (vocal), Harvey Jett, Knight Stanley e Rickie Lee Reynolds (guitarras), Pat Daugherty (baixo) e Wayne Evans (bateria), mas havia um problema: a banda não tinha dinheiro suficiente para comprar os equipamentos de som, e a solução foi roubá-los. A ação não deu certo e os rapazes pegaram 26 anos de cadeia na prisão Tucker Farm, porém, alguns dias depois, a sentença foi anulada. Por este motivo resolveram se mudar de sua cidade, onde refinaram seu estilo musical. Suas principais influências eram os Byrds e os Beatles.
Em 1969, a banda se mudou para Memphis, no Tennessee, e assinaram um contrato com a gravadora Stax Records, onde gravaram um único álbum, auto-intitulado, pelo selo, que foi completamente ignorado. A banda, nessa época, se interessava pelo psicodelismo e pelo espiritualismo oriental misturado com a educação batista, o que influenciou o som desse álbum. Nessa época, o vocalista Ronnie Smith concordou em ser substituído por James "Jim Dandy" Mangrum, que era amigo da banda, e Ronnie acabou virando manager da banda. Eles não se intimidaram com a pouca receptividade e saíram em turnê pelos EUA, até que foram descobertos pelo fundador da Atlantic Records, Ahmet Ertegun, que gostava das músicas sexy da banda.

### Black Oak Arkansas
Após conseguir um contrato com a Atlantic Records, mudaram o nome da banda para Black Oak Arkansas e lançaram seu álbum de estréia, auto-intitulado, em 1971. O álbum não foi um sucesso, porém excursionaram por todo o país, aumentando sua reputação ao vivo com shows incendiários e cheios de sensualidade do seu frontman Jim Dandy — que se apresentava sem camisa e com calças apertadas — apesar de não serem bons musicalmente. 
Em 1972, a banda lançou dois álbuns: Keep the Faith (103° na Billboard 200) e If An Angel Came To See You Would You Make Her Feel At Home? (93° na Billboard 200). Em 1973, lançaram seu primeiro álbum ao vivo: Raunch N' Roll Live que alcançou a 90° posição na Billboard 200, e a banda introduz o baterista Tommy Aldridge, que mais tarde iria tocar no Thin Lizzy, Whitesnake, Ted Nugent, etc. Ainda nesse ano, lançam seu trabalho mais importante: High on the Hog (52° na Billboard 200), que marca o auge criativo da banda e tem a participação de Ruby Starr na música "Jim Dandy", que alcançou a 25° posição na Billboard Hot 100. Segundo Ricardo Seelig "o auge criativo do Black Oak Arkansas, transitando com absoluta naturalidade por todos os elementos que compunham o seu som, pode ser ouvido em suas dez faixas.".
Em 6 de abril de 1974, a banda se apresentou para mais de 200.000 pessoas no festival California Jam, aparecendo ao lado das maiores bandas de rock dos anos 70 como Deep Purple, Eagles, Black Sabbath, Emerson, Lake & Palmer, etc. A emissora de TV americana ABC Television transmitiu partes do show da banda, expondo-a a um público maior. 
Mantendo o mesmo nível de sempre, lançam Street Party (56° na Billboard 200) em 1974; Em 1975 lançam Ain't Life Grand (145° na Billboard 200), último álbum pela Atlantic Records. Assinam com a MCA Records e lançam X-Rated (99° na Billboard 200). Em 1976, Harvey Jett é substituído por Jimmy Henderson. Lançam Live! Mutha, o segundo álbum ao vivo (194° na Billboard 200), e Balls of Fire, que alcança a 173° colocação na Billboard 200. O último lançamento da formação original da banda é 10 Years Overnight Success.

### Black Oak
Em 1977, Jim Dandy era o único membro original remanescente e, ao lado de Jimmy Henderson (guitarra), Greg Reding (guitarra e teclados), Jack Holder (guitarra), Andy Tanas (baixo) e Joel Williams (bateria) continuaram na estrada, dessa vez com o nome Black Oak. Essa formação lançou apenas dois álbuns: Race with the Devil, de 1977 e I´d Rather Be Sailing de 1978, e nesse ano, o guitarrista Shawn Lane, de 14 anos excursionou com a banda durante quatro anos.
Jim Dandy, que havia se recuperado de um ataque cardíaco, convidou seu amigo Ricky Lee Reynolds em 1984 para gravar o álbum solo Ready As Hell. Em 1986, reuniram-se mais uma vez para gravarem The Black Attack Is Back. Esses dois álbuns não eram lançamentos do Black Oak Arkansas e sim da banda Black Oak.

### Anos 90
Na década de 1990 foram lançadas inúmeras coletâneas e vídeos, além de um álbum inédito do Black Oak Arkansas, denominado The Wild Bunch em 1999.

### Anos 2000 e atualmente
Em 2002 lançaram o DVD Black Oak Arkansas: The First 30 Years, que contém alguns dos maiores clássicos da banda. Em 2008 lançaram uma versão remasterizada do álbum The Knowbody Else. Em outubro de 2013 lançaram Back Thar N' Over Yonder pela Atlantic Records. A banda é composta atualmente pelo clássico vocalista Jim Dandy, pelos guitarristas Ricky Lee Reynolds e Hal McCormack, pelo baixista George Hughen, e pelo baterista Johnnie Bolin.
O som do Black Oak Arkansas ultrapassa as barreiras do Southern Rock, com influências da música country, latina e até mesmo pelo funk e pela junção de estilos totalmente opostos que se fundiram em uma nova sonoridade. Mas o que mais chamava a atenção era a performance da banda no palco, com apresentações totalmente inovadoras do líder da banda, que influenciaram muitos artistas famosos.

## Discografia

### The Knowbody Else
- The Knowbody Else (Stax Records, outubro de 1969)
- Soldiers of Pure Peace (Arf! Arf! Music, 13 de novembro de 2012; material demo gravado em 1967)

### Black Oak Arkansas
- Black Oak Arkansas (Atco Records, março de 1971) US No. 127

- Keep The Faith (Atco, janeiro de1972) US No. 103
- If An Angel Came To See You Would You Make Her Feel At Home? (Atco, junho de 1972) US No. 93
- Raunch 'N' Roll Live (Atlantic, fevereiro de 1973, gravado dias 1 e 2 de dezembro de 1972) US No. 90
- High on the Hog (Atco, setembro de 1973) US No. 52
- Street Party (Atco, julho de 1974) US No. 56
- Ain't Life Grand (Atco, abril de 1975) US No. 145
- X-Rated (Music Corporation of America, MCA, setembro de 1975) US No. 99
- Live! Mutha (Atco, janeiro de 1976, gravado dia 11 de maio de 1975) US No. 194
- Balls Of Fire (MCA, maio de 1976) US No. 173
- 10 Yr Overnight Success (MCA, outubro de 1976)
- Rebound (Goldwax, 1992)
- Live On The King Biscuit Flower Hour 1976 (King Biscuit Flower Hour Records/BMG, março de 1998, gravado dia 21 de novembro de 1976)
- King Biscuit Flower Hour Presents: Black Oak Arkansas (King Biscuit Entertainment, 1999)
- The Wild Bunch (Deadline Music/Cleopatra Records, 1999)
- Live (EMI-Capitol Special Markets, 2000)
- Black Oak Arkansas... The First 30 Years (Rhino Entertainment, 2002)
- Keep the Faith: Live (Disky, 2004)
- Live at Royal Albert Hall (S’More Records, 2005)
- The Complete Runch ‘N’ Roll Live (Rhino Entertainment, 2007)
- Black Oak Arkansas...The Knowbody Else '69 (Purple Pyramid/Cleopatra Records, 2008)
- Back Thar N' Over Yonder (Atlantic/Atco Records, outubro de 2013)

### Black Oak
- Race With The Devil (Capricorn Records, novembro de 1977)
- I'd Rather Be Sailing (Capricorn, junho de 1978)

## Integrantes

### Membros clássicos
- James "Jim Dandy" Mangrum - vocal principal, washboard (1968-1982, 1983-presente)
- Rickie Lee Reynolds - guitarra rítmica, guitarra de 12 cordas, Vocal (1965–1977, 1984–presente)
- Harvey Jett – guitarra solo, banjo, piano, vocal (1965–1974)
- Pat Daugherty – baixo, vocal (1965–1977, 1996–2002)
- Wayne Evans – bateria (1965–1972)
- Stanley Knight – guitarra solo, guitarra com pedal steel, órgão, vocal (1969–1976)
- Tommy Aldridge – bateria (1972–1976)

### Membros atuais
- James "Jim Dandy" Mangrum - vocal principal, washboard (1968-1982, 1983-presente)
- Rickie Lee Reynolds - guitarra rítmica, guitarra de 12 cordas, Vocal (1965–1977, 1984–presente)
- Sammy Seauphine - vocal dueto, vocal de apoio, washboard (2013-presente)
- David Flexer – guitarra solo (2018–presente)
- Billy Little – baixo (2018–presente)
- Victor Lukenbaugh – bateria (2018–presente)